# Il disertore (Gurnah)

Area di diffusione della lingua kiswahili (in giallo)

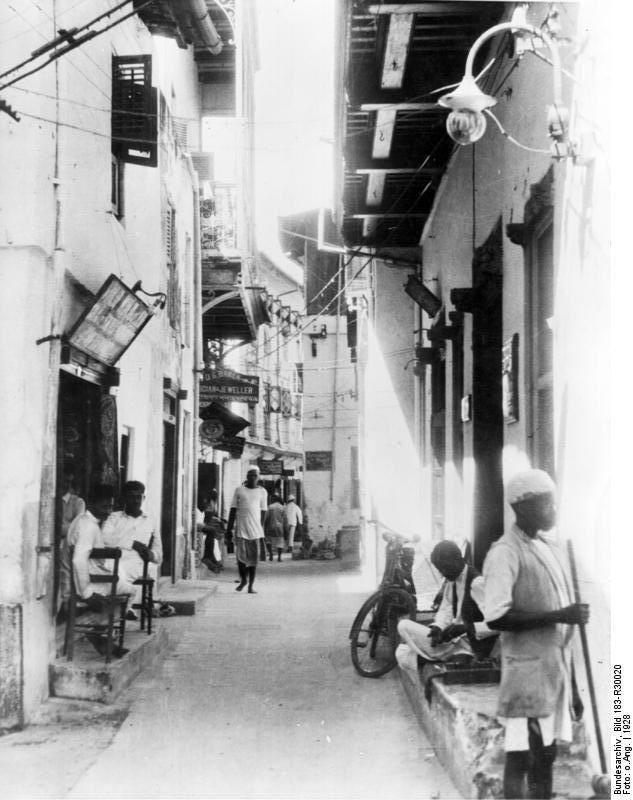
Strada di Zanzibar (fotografia degli anni venti del XX secolo)

Il disertore (Desertion) è un romanzo storico-sociale del 2005 scritto in lingua inglese da Abdulrazak Gurnah, scrittore zanzibarino di lingua kiswahili premio Nobel per la letteratura nel 2021.

## Struttura
Il disertore è suddiviso in tre parti e dieci capitoli. Nove capitoli sono narrati da Rashid; un capitolo è costituito da uno scritto autobiografico di suo fratello Amin. Rashid e Amin sono due zanzibaresi appartenenti a una famiglia della piccola borghesia colta arabizzata. Alla vigilia dell'indipendenza di Zanzibar (1963), Rashid lascia l'isola per frequentare l'università in Inghilterra; ma, a causa della dittatura sanguinaria che si instaura nella terra natale dopo la rivoluzione del gennaio 1964, Rashid diviene un rifugiato e non ritornerà più in Africa. L'indagine sulle vicende del fratello Amin, rimasto invece a Zanzibar, spingeranno Rashid a rievocare l'ambiente culturale della terra di origine in epoca coloniale e a ricostruire, fra l'altro, due vicende amorose, collegate fra di loro e terminate entrambe con una "diserzione", l'abbandono da parte del partner maschile.

## Trama
Nelle prime due parti del romanzo sono narrate due vicende amorose ambientate in una ristretta zona di cultura kiswahili dell'Africa orientale, a distanza di circa cinquant'anni l'una dall'altra. La prima vicenda si svolge tra la fine del XIX e i primi anni del XX secolo fra Martin Pearce, un viaggiatore inglese, e Rehana, una giovane donna meticcia di origine indiana; i due si innamorano e, vincendo le convenzioni sociali, vanno vivere insieme (Commenta Rashid: «Non so come sia potuto accadere. L'inverosimiglianza della cosa mi disarma»). Nasce loro una figlia; ma, alla vigilia della prima guerra mondiale, l'uomo abbandona la compagna e la figlia per tornarsene definitivamente in Inghilterra.

La seconda parte è ambientata a Zanzibar nei primi anni sessanta. Amin, Rashid e la loro sorella Farida sono figli di due insegnanti musulmani ibaditi. Amin, un brillante studente che intende diventare anch'egli insegnante, si innamora di Jamila, una affascinante giovane donna discendente di Rehana e Martin; ma per l'opposizione dei suoi familiari («Quando si tratta d'amore, i genitori credono sempre al peggio, e impongono la loro autorità con la rettitudine più aspra e il ricatto») la abbandona. Rashid, amante della cultura europea, in particolare di quella italiana, abbandona la sua famiglia e la sua terra  («Quel posto lo stava soffocando, disse: l’ossequiosità sociale, la religiosità medievale, le menzogne storiche») giustificando la sua "diserzione" con l'opportunità di continuare gli studi in Inghilterra.

Protagonista della terza parte è soprattutto Rashid il quale, dopo la rivoluzione di Zanzibar del gennaio 1964, rimane in Inghilterra anche in qualità di rifugiato: le sole fonti di conoscenza di quanto avviene nella sua terra natale sono gli scarni resoconti giornalistici e le allusioni contenute talora nelle lettere provenienti dai suoi familiari. Terminati brillantemente gli studi e intrapresa la carriera di docente universitario in Inghilterra, Rashid conosce infine la figlia e la nipote inglesi di Martin Pearce e riceverà infine un memoriale di Amin. Rashid cercherà quindi di ricostruire le vicende di Amin e Jamila, di Rehana e Martin, e le circostanze storiche e sociali che hanno condizionato le loro esistenze.

## Personaggi
- Hassanali è un piccolo commerciante chotara, ossia figlio «di un indiano e di una africana»[4], devoto musulmano ibadita, superstizioso e pauroso, ma generoso. Quando si imbatte nell'esanime Pearce, lo scambia dapprima per un ghul, un «essere demoniaco (che) lo avrebbe divorato»[5]; resosi conto però che si tratta «di un uomo dall'incarnato cereo»[5] morente, lo ospita in casa propria fino alla guarigione. Sebbene come unico parente maschio sia il "guardiano" della propria sorella Rehana,  non denuncia la zinah, l'unione illegittima fra Rehana e Pearce, «un crimine abominevole, il castigo era terribile. La lapidazione»[6]. Accoglierà infine la sorella quando sarà abbandonata da Pearce.
- Rehana, sorella maggiore di Hassanali, «era una donna difficile. Quando arrivò l'inglese, lei non era più giovane, e c'erano già delle chiacchiere sul suo conto»[6]. A giudizio della nipote Jamila, «doveva essere una donna coraggiosa e battagliera, per spingersi fin dove si spinse»[7]: diviene infatti amante di Pearce e, per proteggersi dalla bigotta società omanita, si trasferisce con Pearce a Mombasa, capitale dell'Africa Orientale Britannica. Darà alla figlia il nome Asmah, «colei che è senza peccato»[7].
- Martin Pearce è un orientalista inglese; assalito da briganti somali mentre è in viaggio per Abissinia, viene salvato da Hassanali. In seguito viene ospitato dal compatriota Frederick Turner, l'unico bianco della cittadina. Ritornato a casa di Hassanali per ringraziarlo, conosce Rehana e resta affascinato dalla giovane africana. «Martin e Rehana vissero insieme apertamente, finché lui non partì per tornare in patria»[8]. In Inghilterra, Martin Pearce diverrà ricercatore al British Museum di Londra, sposerà una inglese e la loro figlia Elizabeth sposerà John Turner, figlio di Frederick Turner; a sua volta Barbara Turner, la figlia di Elizabeth e John Turner, sposerà Rashid.
- Feisal e Mwana sono i genitori di Farida, Amin e Rashid. Musulmani praticanti, da giovani «erano dei radicali perché entrambi avevano sfidato i propri genitori per studiare presso la facoltà di magistero (...) e per proseguire gli studi insieme, dato che si conoscevano già, ed erano già innamorati»[9]; si opporranno tuttavia al legame del loro figlio Amin con Jamila soprattutto perché la ragazza ha ascendenze indiane ed europee («È gente di un genere diverso dal nostro»[10]).
- Amin è in gioventù uno studente modello, brillante, affidabile, aspirante «alla vita utile e soddisfatta che vivevano i suoi genitori, che erano utili alla comunità, e appagati da ciò che facevano tanto quanto i loro allievi»[11]. Ubbidisce all'imposizione dei genitori di rinunciare a Jamila. In uno scritto che farà pervenire clandestinamente a Rashid vent'anni dopo, informerà il fratello del dramma della sua esistenza e di quella dei loro familiari.
- Farida è la sorella di Amin e Rashid. A tredici anni viene bocciata all'esame di ammissione alle scuole femminili; dovrà abbandonare pertanto gli studi. Diventerà sarta. Favorirà l'amore di Amin e Jamila. Sorprendentemente, da adulta diverrà una stimata poetessa.
- Rashid è l'io narrante. Amante dello studio, ammiratore e amante della cultura europea («E poi c'era la sua passione smodata per tutto quello che era italiano (...) in ogni dibattito sullo stile o sulla bellezza o sulla poesia, soprattutto negli anni dell'adolescenza, i suoi campioni erano sempre italiani»[12]). Ha dapprima difficoltà a integrarsi in Inghilterra; con il tempo scivola «in una condizione di estraneità meno intollerabile»[13] accettando perfino l'«ottundente visione di un mondo diviso in razze»[13].

## Critica
Per Stefano Biolchini, Il disertore è il capolavoro di Abdulrazak Gurnah; il romanzo «si enuclea come accorata e precisa esplorazione del modo in cui la memoria ci consola e ci delude».  L'io narrante del romanzo, Rashid, ha molti punti di contatto con l'autore: nati entrambi a Zanzibar prima dell'indipendenza, coetanei, "richiedenti asilo" in Inghilterra, dove hanno trascorso la loro vita da adulti, appassionati di letteratura inglese, hanno ottenuto entrambi il dottorato (Gurnah all'Università del Kent, Rashid all'Università di Londra) ed entrambi sono diventati professori universitari all'Università del Kent. Per Alessia Rastelli, l’autore è abile a intrecciare le fila della trama, catturando il lettore e, nello stesso tempo, a far emergere le conseguenze del passato attraverso la vita intima dei protagonisti. Per Alessandro Zaccuri, la visione del romanzo è «tutto sommato tradizionale. Non convenzionale, sia chiaro, ma senza dubbio maggiormente legata un’idea del racconto meno innovativa di altre». Anche Pietro Deandrea evidenzia la struttura tradizionale del romanzo: l'ardua impresa di «raccontare tre generazioni di un paese coloniale» è stato svolto da Gurnah affidandosi «a una tensione narrativa che cresce progressivamente grazie a dettagli, pause e tocchi lievi su personaggi e ambienti, e che talvolta culmina in squarci liricamente rivelatori», evitando «i funambolismi linguistici di altri scrittori post-coloniali». L'ambientazione storica e culturale è sempre di primaria importanza nei romanzi di Gurnah; la grande storia funziona «non tanto come fonte di materiale per la scrittura, quanto come affresco incompleto, che a uno sguardo ravvicinato presenta vasti buchi, immense lacune che sollecitano (...) l’intervento di un narratore vivo che ipotizzi degli svolgimenti e delle scelte». Secondo la traduttrice Laura Noulian, Gurnah «scrive in un inglese ottimo, molto elegante».

## Edizioni

### Originale
- (EN) Desertion, 1ª ed., London, Bloomsbury, 2005, ISBN 0747577560.

### Traduzioni
- (IT)   Il disertore, traduzione di Laura Noulian, 1ª ed., Milano, Garzanti, 2006, ISBN 88-11-68321-1.
- (DE) Die Abtrünnigen, traduzione di Stefanie Schaffer-de Vries, 1ª ed., Berlin, Berlin Verlag, 2006, ISBN 3-8270-0578-7.
- (FR) Adieu Zanzibar, traduzione di Sylvette Gleize, 1ª ed., Paris, Éditions Galaade, 2009, ISBN 978-2-35176-065-9.
- (IT)   Il disertore, traduzione di Alberto Cristofori, Milano, La nave di Teseo, 2022, ISBN 9788834612248.